# Barleria purpureosepala
Barleria purpureosepala là một loài thực vật có hoa trong họ Ô rô. Loài này được H.P.Tsui mô tả khoa học đầu tiên năm 2002.